# George Voorhelm Schneevoogt
George Voorhelm Schneevoogt (Schneevoight) (1775-1850) fue un botánico, y floricultor neerlandés. Entre 1808 y hasta su deceso, fue diácono en Haarlem; y, un fideicomisario del Orfanato menonita de Haarlem hasta 1837.

## Algunas publicaciones
- Hendrik Schwegman, George Voorhelm Schneevoogt. 1793. Icones plantarum rariorum. Delineavit et in aes incidit Henricus Schwegman; edidit et descriptiones addidit G. Voorhelm Schneevoogt; scriptionem inspexit S.J. van Geuns .... Afbeeldingen van zeldzaame en fraaje bloem- en plant-gewassen naer 't leven getekend gegraveerd en gecouleurd ..., v. 1. Publicó C. Plaat.

- La abreviatura «Schneev.» se emplea para indicar a George Voorhelm Schneevoogt como autoridad en la descripción y clasificación científica de los vegetales.[2]